# Яванський мох
Ява́нський мох (Vesicularia dubyana) або везикулярія дюбіана — водна рослина родини гіпнових. Рослина названа на честь швейцарського ботаніка Дюбі (Dubyana).

## Поширення
У природі поширена у водоймах Південно-Східної Азії (Китай, Таїланд, Індонезія), які не пересихають, мають відносно чисту воду та незначну течію. Поширений на Філіппінських і Зондських островах.
До Європи він потрапив з ботанічного саду яванського міста Джакарти, за що й дістав свою назву. Назвою «Яванський мох» зобов'язаний острову Ява.

## Екологічна приуроченість
Рослина оселяється на невеликій глибині поблизу берегів на камінні, затоплених пнях та повалених стовбурах дерев. Також біля водойм на коренях дерев, камінні та на вологій землі стеляться темно-зелені сплетіння дрібнорозгалуженого яванського моху.
По коренях прибережних рослин яванський мох може вибиратись на берег і при майже стопроцентній вологості повітря розселятися на значну відстань.
У природі розмножується спорами, причому може утворювати їх як під водою, так і на повітрі.

## В акваріумістиці
В акваріумах яванський мох утримують давно. При декоративному оформленні акваріума яванський мох найкраще виглядає на корчі, великому камені або на уламку глиняного горщика. Рослина дуже приваблива, її присутність пожвавлює загальну картину експозиції. Особливо добре вона виглядає в маленьких акваріумах. Розростаючись, рослина може повністю закрити задню і бокові стінки акваріума. Рослина не боїться значної течії води з акваріумного фільтра.
Його можна використовувати як рослину для нересту багатьох риб.
Яванський мох (і больбітис) підкислює воду (що важливо для харацинових риб), очищає її, вбирає багато розчинених речовин, навіть метиленовий синій і діамантовий зелений, на ньому осідає бруд.

## Культивування рослини
Для акваріума беруть великий пучок рослини, так як чим він більших розмірів, тим швидше приживається. Яванський мох не вибагливий до якості і хімічного складу води, і не потребує особливої уваги. Найкраще росте в старій, періодично оновлюваній воді з достатньою кількістю речовин, які пригнічують розвиток нижчих водоростей.
На стеблах моху осідає каламуть — поживне середовище для водоростей. Це буває в акваріумах, де накопичилось багато детриту або коли яванський мох росте на ґрунті. Тому спочатку рослину закріплюють на підвищених місцях волосінню або притискують камінцями.
Пересаджування рослини з місця на місце не рекомендується, бо це погано впливає на її ріст. Занадто часті підміни великих порцій води можуть стати причиною ураження яванського моху водоростями, і зупинити цей процес іноді неможливо. Розвивається рослина повільно, на яскравому світлі обростає нитчастими водоростями. Якщо пучечок яванського моху довго не чіпати, він закріплюється на ґрунті або на поверхні підводних предметів.
Температурний режим води в акваріумі організовується з огляду на вимоги до температури води інших теплолюбних мешканців. Найкраще росте при температурі від 21 до 24 градусів за Цельсієм, але може жити при температурі до 29°-32°С.
Яванський мох також вирощують і без води, в умовах підвищеної вологості, в ексикаторах.